# Asterochiton cordiae
Asterochiton cordiae là một loài côn trùng cánh nửa trong họ Aleyrodidae, phân họ Aleyrodinae.
Asterochiton cordiae được David & Subramaniam miêu tả khoa học đầu tiên năm 1976.